# 庫爾瓦利 (密蘇里州)
庫爾瓦利（英語：Cool Valley）是位於美國密蘇里州聖路易斯縣的城市。

## 人口
根據2020年美國人口普查的數據，庫爾瓦利的面積為1.19平方千米，皆為陸地。當地共有人口1039人，而人口密度為每平方千米873人。